# サイモン・レックス
サイモン・レックス (Simon Rex, 1974年7月20日 - ) は、アメリカ合衆国カリフォルニア州サンフランシスコ出身の俳優、ラッパー、コメディアン。
ラッパーとしてはダート・ナスティ (Dirt Nasty) の芸名で活動、アルバム数枚をリリースしている。

## 略歴
18歳でモデルとしてキャリアをスタート。その後、MTVのビデオジョッキーとして活躍するが、それ以前にはゲイ・ポルノに「セバスチャン」の芸名でAV男優として出演していた経験も持つ。
1999年にテレビドラマ『フェリシティの青春」にゲスト出演後、『ジャック&ジル』にマイケル“マイキー”・ロッソ役でレギュラー出演する。
さらに2002年から始まった『恋するマンハッタン』にジェフ役で出演｡しかし､過去に出演したゲイ・ポルノビデオの再発や出演ビデオのネット流出といった事件などの影響で1シーズンのみで降板している｡
映画では2003年には人気パロディ映画のシリーズ3作目『最'狂'絶叫計画』でジョージ役を演じる。続く4作目の『最終絶叫計画4』にも同じ役で出演。またこの3・4作目の脚本家クレイグ・メイジンが監督・脚本を務めた、スーパーヒーロー映画のパロディ作品『スーパーヒーロームービー!! -最'笑'超人列伝-』にも出演。
コメディに強くあこがれているらしく、テレビの『Instant Comedy with The Groundlings』やニューヨークのボストン・コメディ・クラブなどの会場でスタンダップ・コメディを披露している。
私生活ではパリス・ヒルトンとの交際歴がある。

## 出演作品
- ジャック&ジル Jack & Jill (1999-2001)
- ヴァンパイア・ハンター The Forsaken (2001)
- 恋するマンハッタン What I Like About You (2002)シーズン1のみ
- 最'狂'絶叫計画 Scary Movie 3 (2003)
- 最終絶叫計画4 Scary Movie 4 (2006)
- プリティ・ライフ パリス・ヒルトンの学園天国 Pledge This! (2006)
- ブラッド Rise (2007)
- スーパーヒーロームービー!! -最'笑'超人列伝- Superhero Movie (2008)
- レッド・ロケット Red Rocket（2021）

## 参照
1. ↑  Leatherman, Benjamin (2017年5月18日). “The 13 Best Concerts in Phoenix This Weekend”. Phoenix New Times. 2020年12月4日閲覧。
2. ↑  “Simon Rex”. TV.com.   CBS Interactive (unk). 2009年10月31日閲覧。
3. ↑  sebastian - iafd
4. ↑  http://www.dallasvoice.com/concert-notice-gay-porn-star-turned-comedy-music-act-simon-rex-aka-dirt-nasty-comes-to-the-loft-in-october-1032708.html
5. ↑  http://news.oneindia.in/2008/02/09/paris-hilton-porn-star-simon-rex-1202555700.html
6. ↑  https://www.nydailynews.com/entertainment/tv-movies/mtv-vj-porn-star-simon-rex-hand-rap-music-article-1.299192
7. ↑  TV.com. “Jack & Jill”. TV.com. 2020年12月4日閲覧。
8. ↑   (英語) Scary Movie 3 (2003) - David Zucker | Synopsis, Characteristics, Moods, Themes and Related | AllMovie 2020年12月4日閲覧。
9. ↑  Zucker, David (2006-04-12), Scary Movie 4, Anna Faris, Regina Hall, Craig Bierko, Bill Pullman, Dimension Films,  415 Project,  Brad Grey Pictures 2020年12月4日閲覧。
10. ↑  Mazin, Craig (2008-03-27), Superhero Movie, Drake Bell, Leslie Nielsen, Sara Paxton, Christopher McDonald, Dimension Films 2020年12月4日閲覧。
11. ↑  “Nick Swardson gets another shot with Comedy Central”. Star Tribune. 2020年12月4日閲覧。